# Силікатизація
Силікатизація (рос. силикатизация, англ. silikatization, нім. Silikatisation f) – у мінералогії – метасоматичні процеси, які супроводжуються утворенням силікатів за рахунок вапняків та інш. 